# Миллиардер (фильм)
«Миллиардер» (англ. Billionaire) — хардкорный порнофильм, снятый в 2008 году режиссёром Аллесандро Дель Маром на студии Private Media Group. География фильма охватывает Францию, Венгрию, Иран, Конго, Кению, Румынию и Косово. Фильм является своеобразным продолжением фильма «Миллионер», несмотря на некоторые сюжетные нестыковки. Фильм получился эпичным и оказался успешнее своего предшественника.

## Синопсис
Шерон и её бойфренд Джек Дюваль нашли дневник капитана Фернандо де Суэта, который даёт точное описание, где спрятано «Око судьбы» — величайший клад в мире. В этом им готов помочь Питер Дженкинс — один из известных искателей сокровищ. Также они хотят привлечь к поискам Роберта — человека, который недавно нашёл сокровища нацистской Германии. Однако сокровища хочет получить и мистер Вог — один из опаснейших ныне живущих богачей.

### Сексуальные сцены
Private Blockbusters 4. Billionaire
1. Renata Black — Phil Holliday.
2. Lily Love — Nico Blade.
3. Simone Peach — Sonia Red — George Uhl.
4. Kathia Nobili — Nesty — Joe Monti.
5. Sahara Knite — Franco Trentalance
6. Simony Diamond — Alex Forte.
7. Josette Most — Kathia Nobili — Loona Luxx — Bob Terminator — Joe Monti.

Private Blockbusters 5. Billionaire 2
1. Jessica Moore — Dieter Von Stein — J.J.
2. Tarra White — J.J.
3. Cherry Jul — Aletta Ocean — Joe Monti.
4. Donna Bell — J.J.
5. Lulu — Sera Passion — Tarra White — Denis Marti — J.J. — Kevin King.
6. Blue Angel — Kathia Nobili — Zafira.
7. Pamela Ann — J.J. — James Brossman.

## Награды
- Hot d'Or (2009) — Best European Movie[5].
- Hot d’Or (2009) — Best European Director.
- Hot d’Or (2009) — Best European Actress (Tarra White).
- AVN Awards (2010) — Best Art Direction (номинация).
- AVN Awards (2010) — Foreign Feature (номинация).